# Аболин, Анс Кристапович
Анс Кристапович Аболин (28 октября 1891 года — 19 февраля 1938 года) — советский и партийный деятель, видный функционер советских профсоюзов (ВЦСПС). Член РСДРП (б) с 1908 г.. Расстрелян в 1938 году, реабилитирован посмертно. Расстрелян в рамках латышской операции НКВД, реабилитирован посмертно.

## Биография
Родился 28 октября 1891 года в Добленском уезде Курляндской губернии. Старший брат Аболина Кристапа Кристаповича.
С 1908 года — член РСДРП(б).
С 1913 года в Русской императорской армии. С 1917 года  — комиссар Московского Народного Банка и заместитель председателя ЦК Союза финансово-банковских работников.
С 1921 года — заведующий Кубано-Черноморской партийной школой и заведующий Агитационно-пропагандистским отделом Кубано-Черноморского областного комитета РКП(б).
С 1922 года по 1924 год — ответственный секретарь Кубано-Черноморского областного комитета РКП(б).
С 1924 года по 1926 год — 1-й заместитель заведующего Агитационно-пропагандистским отделом ЦК РКП(б) — ВКП(б).
С 1926 года по август 1928 года — ответственный секретарь Пензенского губернского комитета ВКП(б).
С 1928 года — ответственный секретарь Самарского окружного комитета ВКП(б).
С августа 1928 года по 1929 год — член Секретариата Средне-Волжского областного комитета ВКП(б).
С 1929 года по 1931 год — председатель ЦК Союза работников просвещения и член Президиума ВЦСПС.
С 1930 года по 1931 год — редактор газеты «Труд».
С 1930 года по 1937 год — секретарь ВЦСПС.
С ноября 1937 года — директор Московского института народного хозяйства имени Г. В. Плеханова.
До ареста проживал в г.Москва, ул. А.Серафимовича, д.2 (Дом правительства), кв.165.
Арестован 10 декабря 1937 года в рамках латышской операции НКВД и обвинён в «участии в националистической диверсионно-террористической организации» и других к.-р. преступлениях  (ст. 58-1а («измена Родине»), 58-7 («вредительство»), 58-8 («террор»), 58-11 («участие в антисоветской латышской организации»)  и 58-13 УК РСФСР). Внесен в Сталинский расстрельный список от 3 февраля 1938 года «Москва-центр» по 1-й категории («за» Сталин, Молотов, Каганович ). Приговорен к ВМН ВКВС СССР 19 февраля 1938 года и расстрелян в тот же день в числе большой группы осужденных ..
Место захоронения - спецобъект НКВД «Коммунарка». 28 июля 1956 года реабилитирован посмертно ВКВС СССР..